# جان مانی
جان ویلیام مانی (۸ ژوئیه‌‌ی ۱۹۲۱ - ۷ ژوئیه‌‌ی ۲۰۰۶) روانشناس، کامش‌شناس  و نویسنده‌ی نیوزیلندی بود که به دلیل پژوهش‌هایش در زمینه‌ی هویّت جنسی و زیست‌شناسی جنسیّت، شناخته شده است. او یکی از نخستین پژوهشگرانی بود که نگره‌هایی را در مورد تأثیر ساختارهای اجتماعی جنسیّت بر شکل‌گیری فردی هویّت جنسی منتشر کرد. «جان مانی»، اصطلاح‌های «هویت جنسی»، «نقش جنسیّتی» و «گرایش جنسی» را معرّفی کرد و اصطلاح «کژکامی» را رایج کرد.
«مانی»، با همکاری با متخصّص غدد، «کلود میجون»، «کلینیک هویّت جنسیّتی جانز هاپکینز» را تأسیس کرد که نخستین کلینیکی در «آمریکا» بود که عمل جرّاحی تغییر جنسیّت را بر نوزادان و بزرگسالان انجام داد. او بخش قابل توجّهی از دوران حرفه‌ای خود را در «آمریکا» گذراند.
یک مطالعه‌ی دانشگاهی در سال ۱۹۹۷، کار «مانی» را از بسیاری جنبه‌ها مورد انتقاد قرار داد؛ بویژه در رابطه با تغییر جنسی غیر ارادی کودکی به نام «دیوید رایمر»، و سوءاستفاده‌ی «مانی» از «رایمر» و برادرش در دوران کودکی. او از فعّالیّت‌های جنسی دو کودک با یکدیگر، (که «مانی» آن را برای پژوهش‌هایش اعلام می‌کرد) عکس گرفت. «دیوید رایمر»، زندگی پُردردسری داشت و در نهایت، در ۳۸ سالگیْ خودکشی کرد. برادرش در ۳۶ سالگی بر اثر مصرف بیش از حدّ دارو درگذشت.
نوشته‌ی «مانی» به زبان‌های بسیاری ترجمه شده است و شامل حدود دوهزار مقاله، کتاب، فصل و بررسی است. او طیّ زندگیش حدود شصت و پنج افتخار، جایزه و مدرک دریافت کرد.